# Susannah Townsend
Susannah Townsend (Londres, 28 de julho de 1989) é uma jogadora de hóquei sobre a grama britânica que já atuou pela seleção do Reino Unido. Conquistou a medalha de ouro nos Jogos Olímpicos Rio 2016.